# Jepang
Jepang is een bestuurslaag in het regentschap Kudus van de provincie Midden-Java, Indonesië. Jepang telt 11.585 inwoners (volkstelling 2010).